# GBG MMA
GBG MMA är en kampsportsklubb i Kortedala, Göteborg där det tränas följande:
- MMA
- Shootfighting

Huvudinstruktör är Joakim Engberg.
Klubben är tävlingsinriktad och har flera tävlande i både amatör och professionell, men även ett stort antal motionärer. Samt har en stor ungdomssektion i Brasiliansk jiu-jitsu.  Mixed martial arts (MMA).
Klubben har tävlanden även i följande:
- Thaiboxning
- Submission Wrestling
- Brasiliansk Jiu-Jitsu

Klubben är ansluten till Svenska Budo & Kampsportsförbundet och flera av dess underförbund:
- Svenska MMA-Förbundet
- Svenska Shootfightingförbundet
- Svenska Muay Thai-Förbundet
- Svenska Brasiliansk jiu-jitsu-Förbundet
- Svenska Submission Wrestlingförbundet.

## Historia
GBG MMA startades 2004 av Joakim Engberg i Redbergslidsboxnings lokaler.
Joakim själv började tävlade 1997 för hans tidigare klubb Gladius MMA.
Han stod även i ringhörnan under den första Svenska vinsten i UFC av Per Eklund.
2011 hjälpte han Alistair Overeem besegra Brock Lesnar i Las Vegas i ett fullsatt MGM Casino.
Därefter flyttade verksamheten till en större lokal i Mölndal.
2008 Flyttade GBG MMA till Crudo Gym för att fighters kunde få tillgång till fullutrustad gym i 1000 kvadratmeter och större tränings yta.

## Topputövare
Några av namnen som passerat GBG MMA:s lokaler genom åren är Sirwan Kakai, Rami Aziz, Botan Tokay, Domingos Mestre, Linn Wennergren, Akira Corassani, Assan Nije mfl.

### Aktiva proffsfighters
| Namn            | Viktklass  | Födelsedatum     | Matchfacit | Kom till klubben | Kom ifrån        |
| Sirwan Kakai    | Bantamvikt | 3 oktober 1989   | 10-2       | 2010             | Söders Fight Gym |
| Domingos Mestre | Weltervikt | 26 augusti 1985  | 11-6       | 2005             |                  |
| Botan Tokay     | Fjädervikt | 28 december 1990 | 4-1        | 2008             | Gladius MMA      |
| Linn Wennergren | Flugvikt   | 9 mars 1985      | 2-1        | 2013             | Gladius MMA      |
| Zvonimir Kralj  | Mellanvikt | 9 mars 1985      | 0-2        | 2013             | FKC MMA          |
| Rami Aziz       | Lättvikt   |                  | 8-4        | 2009             | FKC MMA          |